# Gustav Weymer
Gustav Weymer, född den 10 mars 1833 i Elberfeld, död den 8 mars 1914, var en tysk zoolog som beskrev många nya fjärilsarter från prover insamlade i Sydamerika av Alphons Stübel. Hans egna samlingar och de han arbetade med finns bevarade på Museum für Naturkunde i Berlin och Naturkundemuseum Leipzig.
Auktorsnamnet Weymer kan användas för Gustav Weymer i samband med ett vetenskapligt namn inom zoologin; se Wikipedia-artiklar som länkar till auktorsnamnet.